# ワカチナ
座標: 南緯14度5分15秒 西経75度45分48秒 / 南緯14.08750度 西経75.76333度

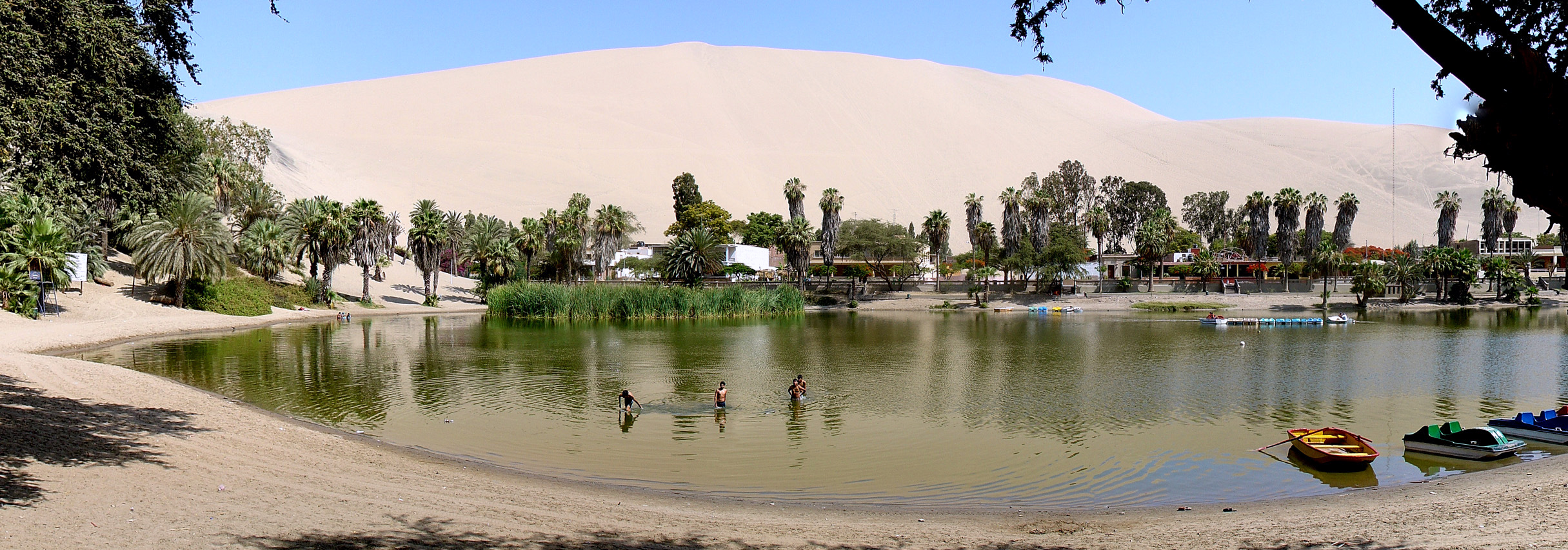
ワカチナのオアシス

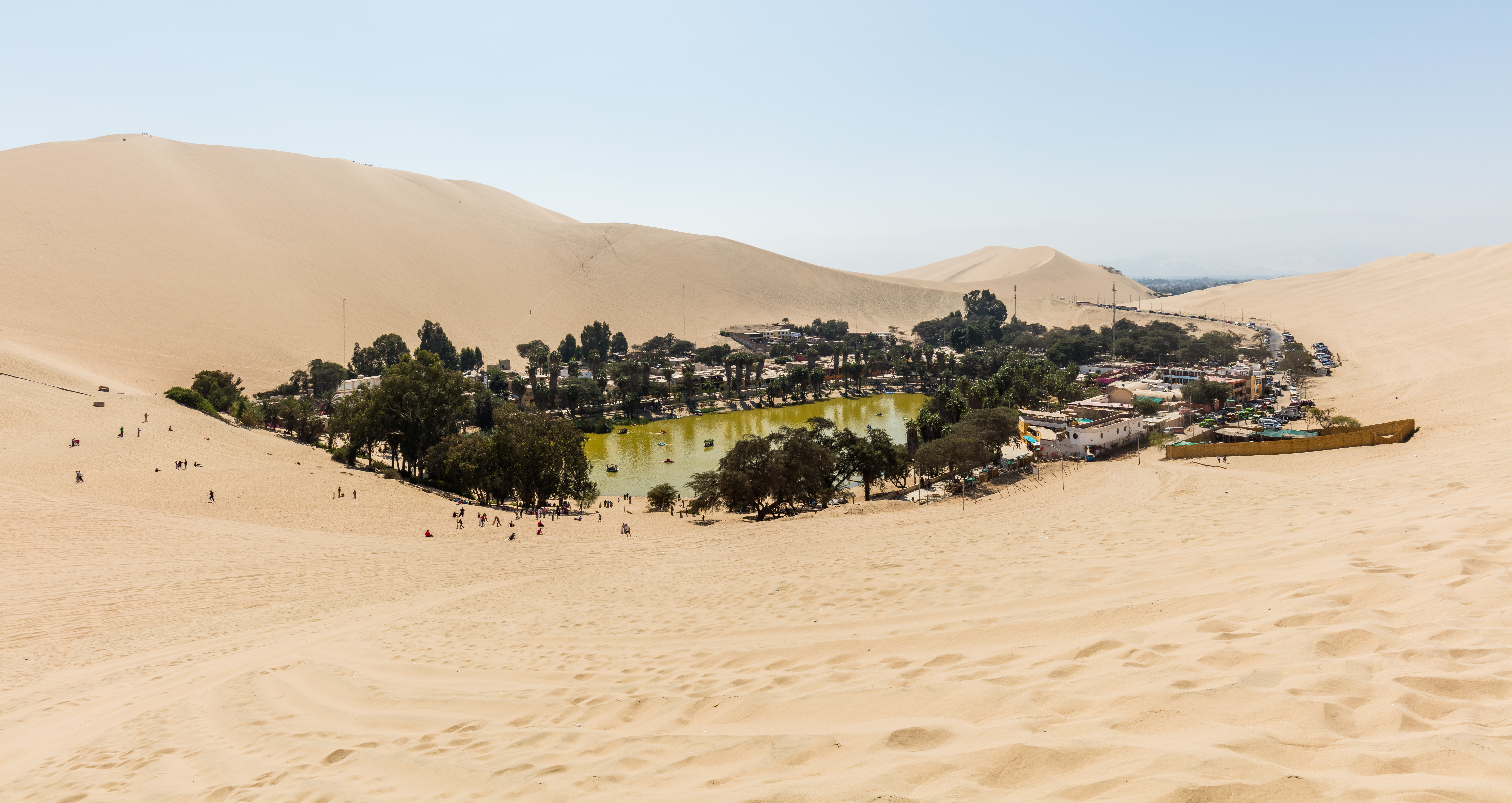
ワカチナの遠景

ワカチナ（スペイン語: Huacachina）は、ペルー南西部イカ県にある小村。イカ近郊のリゾート地として知られている。住民は約10年で2倍に増加し、人口は225人（2017年時点）。ワカチナは砂漠内の小さな湖の周囲にあり、「南米のオアシス」と呼ばれている。近年は数百メートルの砂丘を利用したサンドボーディングやサンドバギーの人気も高まっており、オアシスの周辺には、観光客向けホテルや飲食店、旅行代理店などが並ぶ。

## 環境汚染
砂漠をはじめ、ワカチナのオアシス周辺は国立保護区に制定されているが、近年は観光客の増加により水質の低下や、ゴミの増加などが問題視されている。オアシスの水に関しては、一度枯渇してしまったため、現在は定期的に水の入れ替えが行われるなど、人の手で保護されている。

## 伝説
伝説では、土地の美しい姫がハンターに入浴を覗かれているのに気付き、入浴していた水たまりを湖に変えて消えたのが、湖の始まりとされている。彼女が逃げる際に残されたマントのしわが周囲の砂丘になった。彼女は今も人魚となって湖に住んでいるという。ワカチナには人魚伝説にまつわる人魚像もある。

## アクセス
イカ市内からワカチナまでは、タクシーまたは三輪タクシーで約10分ほど。